# Delias rothschildi
Delias rothschildi är en fjärilsart som beskrevs av Holland 1900. Delias rothschildi ingår i släktet Delias och familjen vitfjärilar. Inga underarter finns listade i Catalogue of Life.